# Comix Zone
Comix Zone е видеоигра в аркаден стил от 1995 г. Действието се развива в панелите на комикс списание. Всяко ниво се състои от две страници, в които могат да се разкриват тайни и да се откриват предмети чрез късане на хартията. Диалогът е представен под формата на балончета с реч.